# Sphaeralcyon weddellensis
Sphaeralcyon weddellensis är en korallart som beskrevs av Lopez Gonzalez och Gili 2000. Sphaeralcyon weddellensis ingår i släktet Sphaeralcyon och familjen Alcyonidae.
Artens utbredningsområde är Södra Ishavet. Inga underarter finns listade i Catalogue of Life.